# Цісик Омелян
Омеля́н Ці́сик (18 березня 1887, Малий Ключів, нині Коломийського району, Україна — 7 червня 1970, Нью-Брансвік) — український літературознавець, освітній діяч, гімназійний професор, батько Дарії Ребет.

## Життєпис
Народився у священичій родині; після народної школи вчився в Коломийській українській гімназії, у Чернівецькому університеті — де студіював українську мову й літературу у професора Смаль-Стоцького, та германістику.
Працював у середній школі в Кіцмані, починаючи з 1910 року, в тому часі потоваришував з Василем Стефаником, дискутував з ним вечорами за пивом.
Цісарсько-королівський гімназійний професор О. Цісик 15 липня 1917 року у Відні взяв участь у зборах учителів вищих, середніх і народних шкіл Галичини і Буковини, був їх секретарем.
В 1918 році румунські війська окупували Буковину, арештували його разом з іншими галицькими інтелігентами і згодом вигнали. Кіцманський повітовий староста Леон Гоян 28 листопада надсилає до румунського секретаріату персональний список кіцманських представників Української Національної Ради: отець Іван Щербанович — водночас і делегат Буковинської УНРади, отець Петро Катеринюк, професор Євзебій Галендзовський, професор Осип Доспіль, директор Євген Жуковський, професор Омелян Цісик, господар Іван Гишка (майбутній депутат румунського парляменту).
Знайшов притулок у Коломиї — з квітня 1919 по 1923 рік, викладав як україніст і германіст; й коротко в часі війни — у 1943 — запросили вести курс для некваліфікованих народно-шкільних учителів.
Разом з професором Дмитром Николишиним займався видавництвом «Загальної книгозбірні».
Водночас у 1920-х вчив у дівочій учительській семінарії та був настоятелем бурси — «Української шкільної помочі», де жили учні української гімназії — його рекомендував професор Лев Дольницький. У 1923 році шкільна влада перевела його до польськомовної гімназії в Ниську, в 1925 вже вчив у польськомовній гімназії у Стрию, також у вчительській семінарії товариства «Рідна школа» до 1939.
У 1940 — у Криниці на Лемківщині, був директором учительської семінарії, в 1945 переїхав до Німеччини, директором таборової гімназії у Мюнхені, в якій працював до 1951, тоді переїхав до США, згодом осів у Нью-Брансвіку, де також учив у школі українознавства.
Після тривалої та тяжкої недуги відійшов у вічність 7 червня 1970 року. Похований на цвинтарі св. Петра у Нью-Брансвіку.

## Шевченкознавство
Дослідник творчості Тараса Шевченка, автор книги «Політичні твори Шевченка» — 1925, Коломия. Досліджує генезу ідей Шевченка, вивчає історію написання «Чигирина», «Розритої могили».
Зумів здійснити глибинний аналіз ідейно-художнього змісту поем Шевченка, знайти яскраві приклади неприхованого патріотизму, довести його обізнаність в історії України, заперечивши хибний культ Кобзаря як старця у тулупі, як його представляла радянська наука.

| Всі вважають Поета за свого ідеольога, промовчуючи, очевидячки, всі його вислови, які не дають ся вбгати в рами партійної програми, а дехто призадумується над тим, чи не заступити б уже його становища яким новим генієм, що своєю ідеольогією більше відповідав би інтересам моменту… |